# Famine au Tigré
La famine du Tigré, survenue en 1958 en Éthiopie, entraîna 100 000 morts. 

## Historique
Le nord de l'Éthiopie (Tigré et Wello) a une tradition d'insoumission au pouvoir central amhara, représenté jusqu'en 1974 par la dynastie salomonide du Choa. En 1928-1930, le Wello connaît une révolte et une sévère famine due à la sécheresse, à une invasion de criquets et aux confiscations de bétail par l'armée royale. Le prince Haïlé Sélassié, qui se proclame empereur après cette révolte, fait importer du grain de l'Inde britannique mais refuse d'en distribuer aux régions insoumises.
D'autres famines sont mentionnées au Tigré en 1935, au Wello en 1936-1937 pendant l'invasion italienne. En 1953, la sécheresse et les criquets causent une nouvelle famine dans certaines régions du Wello et du Tigré. 
La famine de 1957-1958 est causée par de fortes pluies et inondations. Selon l'historien éthiopien Melsin Wolde Mariam, elle touche un million de personnes dans le Tigré, le nord du Wello et certaines parties de l'Érythrée, ainsi que chez une partie des Oromos du Choa, et fait environ 100 000 morts. Les autorités réagissent avec indifférence. 
Les autorités ne réagissent pas davantage lors de la famine du Wello en 1966 : l'empereur Haïlé Sélassié n'en est informé qu'au bout de 302 jours et ordonne alors une petite distribution de vivres. La principale mesure prise par le gouvernement est d'interdire l'entrée de la capitale, Addis-Abeba, aux paysans déplacés par la famine.